# Gniezno
Gniezno (tysk Gnesen) – en by cirka 50 km øst for Poznań, midt i det Wielkopolskie voivodskab i Polen. 
Byen var Polens første hovedstad.

## Galleri
- Katolsk katedral
- Gamle rådhus
- Franciskanske kirke
- Hellig Treenigheds kirke

## Venskabsbyer
Anagni, Esztergom, Falkenberg, Radviliškis, Saint-Malo, Sergijev Posad, Speyer, Roskilde, Uman, Veendam